# Ламб (місячний кратер)
Кра́тер Ламб (лат. Lamb) — великий стародавній метеоритний кратер у східній частині Моря Південного на зворотному боці Місяця. Назва присвоєна на честь англійського математика і гідродинаміка Горація Лемба (1849—1934) й затверджена Міжнародним астрономічним союзом у 1970 році. Кратер утворився в нектарському періоді.

## Опис кратера
Найближчими сусідами кратера є кратер Дженнер на заході; кратер Гернсбек на півночі; кратер Б'єркнес на північному сході; кратер Погсон на сході; кратер Лебедєв на південному сході і кратер Анучин на півдні. Селенографічні координати центра кратера 42°40′ пд. ш. 100°56′ сх. д. / 42.67° пд. ш. 100.94° сх. д., діаметр 103,55 км, глибина 2,9 км.
Кратер Ламб має полігональну форму й затоплений лавою, над поверхнею лави виступає вузька вершина вала, найбільше видима в південно-східній частині завдяки масивному зовнішньому схилу. Дно чаші є плоским й поцятковане безліччю дрібних кратерів, у південній південно-східній частині чаші розташований примітний невеликий чашоподібний кратер.

## Сателітні кратери
| Ламб | Координати                                                  | Діаметр, км |
| ---- | ----------------------------------------------------------- | ----------- |
| A    | 39°52′ пд. ш. 101°33′ сх. д. / 39.87° пд. ш. 101.55° сх. д. | 16,5        |
| E    | 41°33′ пд. ш. 107°03′ сх. д. / 41.55° пд. ш. 107.05° сх. д. | 11,3        |
| G    | 43°04′ пд. ш. 105°42′ сх. д. / 43.06° пд. ш. 105.7° сх. д.  | 68,0        |

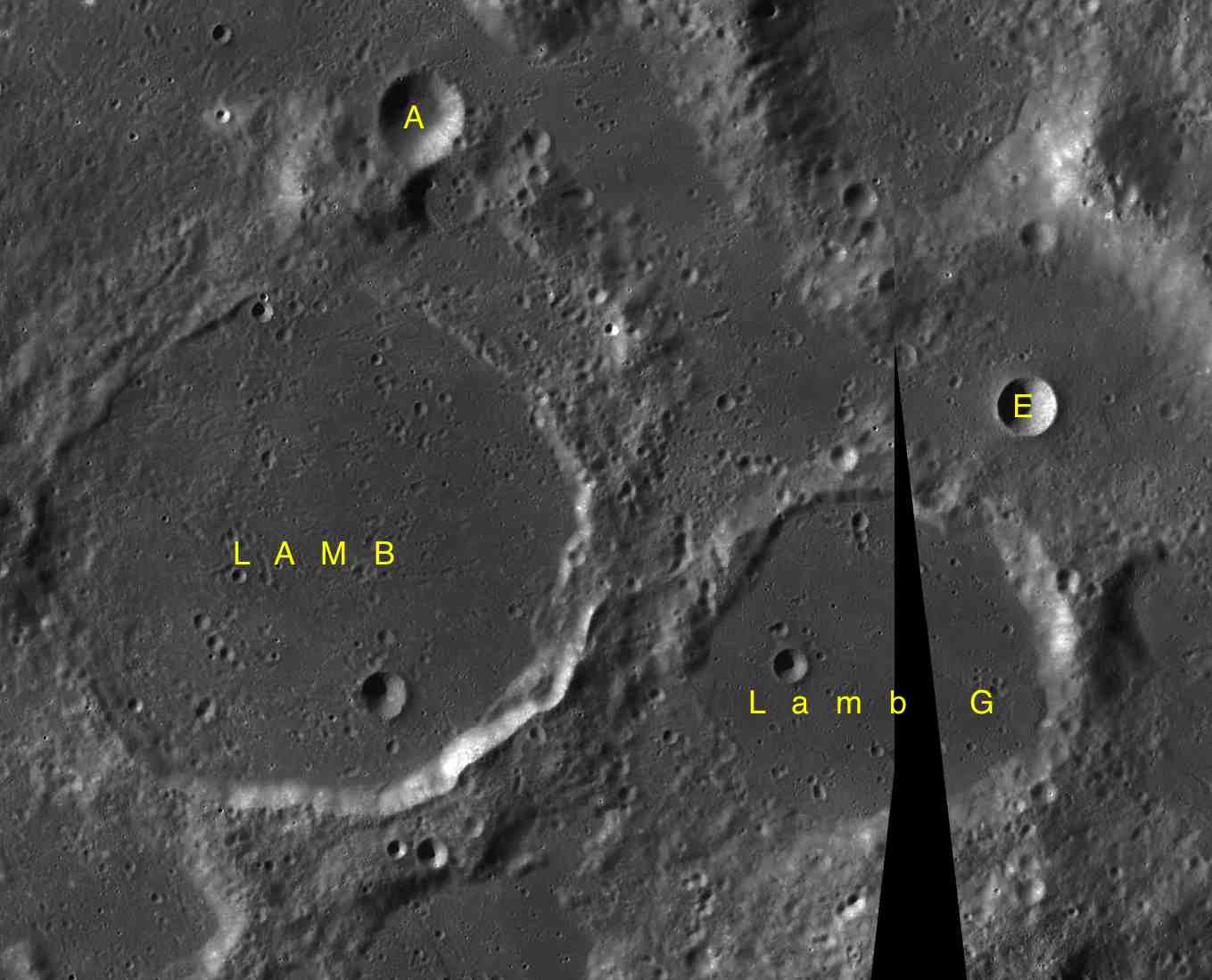
Фрагменти карт LAC-116, LAC-117.

- Утворення сателітного кратера Ламб G відбулося у донектарському періоді[1].